# Angelo Anelli
Angelo Anelli (Desenzano del Garda, 10 de noviembre de 1761 - Pavía, 9 de abril de 1820) fue un poeta y libretista italiano que también escribió bajo los seudónimos Marco Landi y Niccolò Liprandi.

## Biografía

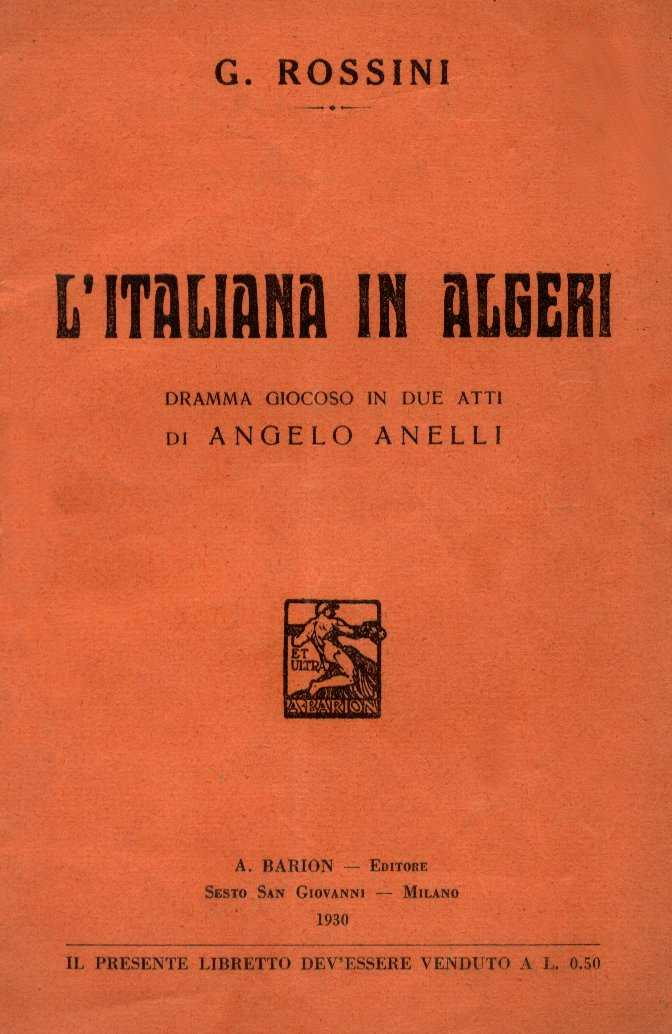
Libreto de La italiana de Argel

Estudió literatura y poesía en un seminario en Verona. En 1793 se matriculó en la Universidad de Padua, obteniendo la licenciatura en Derecho Canónico y Civil dos años más tarde. Activo en la política de la República Cisalpina en su juventud, fue encarcelado dos veces. Su soneto de 1789 sobre las vicisitudes de Italia bajo la dominación austríaca, La calamità d'Italia, fue durante mucho tiempo incorrectamente atribuido a Ugo Foscolo. De 1799 a 1817, fue uno de los «libretistas de la casa» en La Scala. Entre sus libretos de ópera se encuentran L'italiana in Algeri de Rossini, I fuorusciti di Firenze de Paer, La secchia rapita de Usiglio y Ser Marcantonio de Pavesi, que más tarde sirvió de base para el Don Pasquale de Donizetti. Abandonó en gran parte su carrera literaria para regresar a su profesión como jurista cuando fue nombrado profesor de derecho en la Universidad de Pavía, localidad en la que falleció tres años más tarde.